# Clytia paradoxa
Clytia paradoxa is een hydroïdpoliep uit de familie Campanulariidae. De poliep komt uit het geslacht Clytia. Clytia paradoxa werd in 1923 voor het eerst wetenschappelijk beschreven door Stechow. 